# Charles Kálmán
Charles Kálmán; també Charles Kalman (* 17 de novembre de 1929 a Viena com a Karl Emmerich Kalman; † 22 de febrer de 2015 a Múnic) fou un compositor austríac de música de cinema i teatre. Com el seu pare, Emmerich Kálmán, també va escriure operetes, però es va dedicar més al musical o a la cançó.
 També va aparèixer com a actor, per exemple a la sèrie de Helmut Dietl Kir Royal.

## Biografia
Després de l'Anschluss d'Àustria el 1938, Charles Kálmán va créixer a l'exili a França i als Estats Units. Va estudiar piano i composició a la Riverdale School of Music de Nova York i a la Universitat de Colúmbia. Va debutar als escenaris amb la revista Babe in the Woods. Al conservatori de París tingué, entre d'altres, com a professor, a Jean Rivier. A partir dels anys cinquanta va passar a la música lleugera sofisticada. Entre els intèrprets de les seves cançons hi havia, per exemple, Margot Werner, Evelyn Künneke, Harald Juhnke i Ute Lemper. Als anys vuitanta i noranta també va escriure música de cinema per a produccions de Wolf Gremm, Douglas Wolfsperger i Radu Gabrea.
Els darrers anys de la seva vida Kálmán va viure a Itàlia i a Múnic, on va morir el 2015. Amb motiu del seu 85è aniversari al desembre de 2014, va rebre la Medalla d'Or al Mèrit de l'Estat de Viena (Goldenes Verdienstzeichen des Landes Wien).

## Obres líriques
- Arizona Lady (Berne, 1954, commencée par son père)
- Wir reisen um die Welt (Nous voyageons autour du monde), Revue opérette, 1955
- Alfie, musique boulevard comédie pour Harald Juhnke
- QuasiModo (avec Thomas E. Killinger et Siegfried Türpe), 1988
- Dryads Kiss (Le baiser de la dryade), comédie musicale, 2002

## Filmografia

### Cinema
- 1980 : Fabian
- 1981 : Nach Mitternacht
- 1984 : Sigi, der Straßenfeger
- 1985 : Tränen in Florenz
- 1986 : Kies
- 1993 : Rosenemil

### Televisió
- 1983 : Kein Reihenhaus für Robin Hood
- 1983 : Hinter der Tür
- 1986 : Tödliche Liebe
- 1986 : Kir Royal (Episodi 6)
- 1987 : Vicky und Nicky